# Placa teórica
Un plato teórico en muchos procesos de separación es una zona o etapa hipotética en la que dos fases, como las fases líquida y vapor de una sustancia, establecen un equilibrio entre sí. Dichas etapas de equilibrio también pueden denominarse una etapa de equilibrio, una etapa ideal o una placa teórica. El rendimiento de muchos procesos de separación depende de tener una serie de etapas de equilibrio y se mejora al proporcionar más etapas de este tipo. En otras palabras, tener placas más teóricas aumenta la eficiencia del proceso de separación, ya sea por destilación, absorción, cromatografía, adsorción o un proceso similar.

## Aplicaciones
El concepto de placas y bandejas teóricas o etapas de equilibrio se utiliza en el diseño de muchos tipos diferentes de separación.

### Columnas de destilación
El concepto de placas teóricas en el diseño de procesos de destilación ha sido discutido en muchos textos de referencia.  Cualquier dispositivo físico que proporcione un buen contacto entre las fases de vapor y líquido presentes en las columnas de destilación a escala industrial o las columnas de destilación de artículos de vidrio a escala de laboratorio constituye una "placa" o "bandeja". Dado que una placa física real nunca puede ser una etapa de equilibrio 100% eficiente, el número de placas reales es mayor que las placas teóricas requeridas. 
```

  

    

      

        

          
N

          

            
a

          

        

        
=

        

          

            

              
N

              

                
t

              

            

            
E

          

        

      

    

    
{\displaystyle N_{a}={\frac {N_{t}}{E}}}

  

```

donde: 
- {\displaystyle N_{a}} es el número de placas o bandejas reales, físicas
- {\displaystyle N_{t}} es el número de platos o bandejas teóricas
- {\displaystyle E} es la eficiencia de la placa o bandeja

Las llamadas bandejas de tapa de burbuja o tapa de válvula son ejemplos de los dispositivos de contacto de vapor y líquido utilizados en las columnas de destilación industrial. Otro ejemplo de dispositivos de contacto de vapor y líquido son los picos en las columnas de fraccionamiento de Vigreux. 
Las bandejas o placas utilizadas en las columnas de destilación industrial están fabricadas con placas de acero circulares y generalmente se instalan dentro de la columna a intervalos de entre 60 y 75 cm (24 a 30 pulgadas) hasta la altura de la columna. Ese espacio se elige principalmente para facilitar la instalación y facilitar el acceso para futuras reparaciones o mantenimiento. 

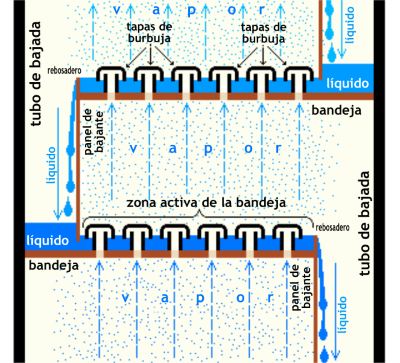
Platos de capuchas de burbujeo típicos utilizados en columnas de destilación industrial

Un ejemplo de una bandeja muy simple es una bandeja perforada. El contacto deseado entre vapor y líquido ocurre cuando el vapor, que fluye hacia arriba a través de las perforaciones, entra en contacto con el líquido que fluye hacia abajo a través de las perforaciones.  En la práctica moderna actual, como se muestra en el diagrama adyacente, se logra un mejor contacto instalando tapas de burbujas o tapas de válvulas en cada perforación para promover la formación de burbujas de vapor que fluyen a través de una capa delgada de líquido mantenida por un vertedero en cada bandeja. 
Para diseñar una unidad de destilación o un proceso químico similar, se debe determinar el número de bandejas o placas teóricas (es decir, etapas de equilibrio hipotético), Nt, requeridas en el proceso, teniendo en cuenta un rango probable de composición de materia prima y el valor deseado del grado de separación de los componentes en las fracciones de salida. En las columnas industriales de fraccionamiento continuo, Nt  se determina comenzando en la parte superior o inferior de la columna y calculando los balances de materiales, los balances térmicos y las vaporizaciones instantáneas de equilibrio para cada una de las etapas de equilibrio de la sucesión hasta que se logre la composición del producto final deseado. El proceso de cálculo requiere la disponibilidad de una gran cantidad de datos de equilibrio líquido-vapor para los componentes presentes en la alimentación de destilación, y el procedimiento de cálculo es muy complejo.
En una columna de destilación industrial, la Nt  requerida para lograr una separación dada también depende de la cantidad de reflujo utilizada. El uso de más reflujo disminuye el número de placas requeridas y el uso de menos reflujo aumenta el número de placas requeridas. Por lo tanto, el cálculo de Nt  se repite generalmente en varias tasas de reflujo. Nt  se divide por la eficiencia de la bandeja, E, para determinar el número real de bandejas o placas físicas, Na, necesarias en la columna de separación. La elección final de diseño del número de bandejas que se instalarán en una columna de destilación industrial se selecciona luego sobre la base de un equilibrio económico entre el costo de las bandejas adicionales y el costo de utilizar una mayor tasa de reflujo. 
Existe una distinción muy importante entre la terminología teórica de la placa utilizada para discutir las bandejas de destilación convencionales y la terminología teórica de la placa utilizada en las discusiones a continuación sobre la destilación o absorción en lecho empacado o en cromatografía u otras aplicaciones. La placa teórica en las bandejas de destilación convencionales no tiene "altura". Es simplemente una hipotética etapa de equilibrio. Sin embargo, la placa teórica en lechos compactados, cromatografía y otras aplicaciones se define como tener una altura. 

### Lechos de destilación y absorción
Los procesos de destilación y separación por absorción que utilizan lechos empacados para contacto con vapor y líquido tienen un concepto equivalente denominado altura de placa o altura equivalente de placa teórica (HETP del inglés height equivalent to a theoretical plate). El HETP surge del mismo concepto de etapas de equilibrio que la placa teórica y es numéricamente igual a la longitud del lecho de absorción dividido por el número de placas teóricas en el lecho de absorción (y en la práctica se mide de esta manera). 
```

  

    

      

        

          
N

          

            
t

          

        

        
=

        

          

            
H

            

              
H

              
E

              
T

              
P

            

          

        

      

    

    
{\displaystyle N_{t}={\frac {H}{\mathrm {HETP} }}}

  

```

donde: 
- {\displaystyle N_{t}} es el número de placas teóricas (también denominado "recuento de placas")
- H  es la altura total del lecho
- {\displaystyle HETP} es la altura equivalente a una placa teórica

El material en lechos empacados puede ser un empaque volcado al azar (1-3 "de ancho) como anillos Raschig o chapa metálica estructurada. Los líquidos tienden a humedecer la superficie del empaque y los vapores entran en contacto con la superficie mojada, donde ocurre la transferencia de masa.

### Procesos cromatográficos
El concepto de placa teórica también fue adaptado para los procesos cromatográficos por Martin y Synge. El Libro de Oro de la IUPAC proporciona una definición del número de placas teóricas en una columna de cromatografía.
La misma ecuación se aplica en los procesos de cromatografía que para los procesos de lecho empaquetado, a saber: 
{\displaystyle N_{t}={\frac {H}{\mathrm {HETP} }}}
En cromatografía, el HETP también se puede calcular con la ecuación de Van Deemter. 

### Otras aplicaciones
El concepto de placas o bandejas teóricas se aplica también a otros procesos, como la electroforesis capilar y algunos tipos de adsorción. 